# Lista de pinturas de Victor Meirelles
Esta é uma lista de pinturas de Victor Meirelles.
Victor Meirelles foi um artista brasileiro, um dos principais expoentes do gênero da pintura histórica. Teve papel importante na formação de pintores desse gênero no Brasil.

## Lista de pinturas
| Imagem | Título                                                               | Data           | Material                      | Coleção                                                   | Versão audível |
| ------ | -------------------------------------------------------------------- | -------------- | ----------------------------- | --------------------------------------------------------- | -------------- |
|        | Barão de Porto Alegre liderando as tropas em Curzu                   | 1870           |                               |                                                           |                |
|        | Panorama of Rio de Janeiro                                           | 1887           |                               |                                                           |                |
|        | Abolição da Escravatura                                              | 1888           | tela tinta a óleo             | Coleção Brasiliana Itaú Brasiliana Iconográfica           |                |
|        | Combate Naval do Riachuelo                                           | século XIX     | tinta a óleo tela             | Coleção Museu Histórico Nacional                          |                |
|        | Estrada para os Guararapes                                           |                | aquarela                      | Coleção Museu Histórico Nacional                          |                |
|        | Cabeça de guerreiro holandês (estudo)                                | década de 1870 | tinta a óleo tela             | Coleção Museu Histórico Nacional                          |                |
|        | Passagem de Humaitá                                                  | 1872           | tinta a óleo tela             | Museu Histórico Nacional Coleção Museu Histórico Nacional |                |
|        | Batalha dos Guararapes                                               | século XIX     | tinta a óleo tela             | Museu Nacional de Belas Artes                             |                |
|        | São João Batista no Cárcere                                          | 1852           | tinta a óleo tela             | Museu Nacional de Belas Artes                             |                |
|        | Primeira Missa no Brasil                                             | século XIX     | tinta a óleo tela             | Museu Nacional de Belas Artes                             |                |
|        | Cabeça de homem                                                      |                | tinta a óleo tela             | Museu Victor Meirelles                                    |                |
|        | Cabeça de homem                                                      |                | tinta a óleo tela             | Museu Victor Meirelles                                    |                |
|        | Cabeça de mulher                                                     |                | tinta a óleo tela             | Museu Victor Meirelles                                    |                |
|        | Cabeça de velho                                                      |                | tinta a óleo tela             | Museu Victor Meirelles                                    |                |
|        | Estudo de cabeça de menina                                           | 1856           | tinta a óleo tela             | Museu Victor Meirelles                                    |                |
|        | Retrato de Senhora                                                   | 1870           | tinta a óleo tela             | Museu Victor Meirelles                                    |                |
|        | Uma Visão de Nossa Senhora do Desterro                               | 1851 1847      | tinta a óleo tela             | Museu Victor Meirelles                                    |                |
|        | Vista Parcial da Cidade de Nossa Senhora do Desterro                 | 1846           | guache papel grafite aquarela | Museu Victor Meirelles                                    |                |
|        | Vista Parcial da Cidade de Nossa Senhora do Desterro                 | 1846           | aquarela papel                | Museu Victor Meirelles                                    |                |
|        | A morta                                                              |                |                               | Museu Victor Meirelles                                    |                |
|        | Brasil (estudo de embarcação)                                        |                |                               | Museu Victor Meirelles                                    |                |
|        | Cabeça de homem                                                      |                |                               | Museu Victor Meirelles                                    |                |
|        | Cristo sobre as ondas                                                |                |                               | Museu Victor Meirelles                                    |                |
|        | Degolação de São João Batista                                        | 1855           | tinta a óleo tela             | Museu Victor Meirelles                                    |                |
|        | Esboceto para "Batalha dos Guararapes"                               | 1876           |                               | Museu Victor Meirelles                                    |                |
|        | Esboço de paisagem para "Passagem do Humaitá"                        | 1870           | tinta a óleo tela             | Museu Victor Meirelles                                    |                |
|        | Esboço para "Batalha dos Guararapes"                                 | 1876           | lápis papel                   | Museu Victor Meirelles                                    |                |
|        | Estudo de detalhe de embarcação                                      |                |                               | Museu Victor Meirelles                                    |                |
|        | Estudo de embarcação                                                 |                |                               | Museu Victor Meirelles                                    |                |
|        | Estudo de Mastros de embarcação                                      |                |                               | Museu Victor Meirelles                                    |                |
|        | Estudo de paisagem                                                   |                | lápis papel                   | Museu Victor Meirelles                                    |                |
|        | Estudo de Panejamento                                                | 1856           | lápis papel                   | Museu Victor Meirelles                                    |                |
|        | Estudo de proa de embarcação                                         |                |                               | Museu Victor Meirelles                                    |                |
|        | Estudo de proa de embarcação                                         |                |                               | Museu Victor Meirelles                                    |                |
|        | Estudo de traje                                                      | 1854           | aquarela papel                | Museu Victor Meirelles                                    |                |
|        | Estudo dos tipos populares                                           | 1855           | lápis papel                   | Museu Victor Meirelles                                    |                |
|        | Estudo para "Batalha dos Guararapes"                                 | 1876           | lápis papel                   | Museu Victor Meirelles                                    |                |
|        | Estudo para "Batalha dos Guararapes" (Felipe Camarão)                | 1876           | tinta a óleo tela             | Museu Victor Meirelles                                    |                |
|        | Estudo para "Batalha dos Guararapes" (guerreiro holandês caído)      | 1876           |                               | Museu Victor Meirelles                                    |                |
|        | Estudo para "Batalha Naval do Riachuelo"                             | 1872           |                               | Museu Victor Meirelles                                    |                |
|        | Estudo para "Casamento da Princesa Isabel"                           | 1864           |                               | Museu Victor Meirelles                                    |                |
|        | Estudo para "Invocação à Virgem"                                     | 1898           | tinta a óleo madeira          | Museu Victor Meirelles                                    |                |
|        | Estudo para "Passagem do Humaitá"                                    | século XIX     | tinta a óleo painel           | Museu Victor Meirelles                                    |                |
|        | Estudo para "Primeira Missa no Brasil"                               | 1860           | lápis papel                   | Museu Victor Meirelles                                    |                |
|        | Estudo para "Primeira missa no Brasil" (mãos)                        | 1860           | lápis papel                   | Museu Victor Meirelles                                    |                |
|        | Estudo para retrato                                                  |                | lápis papel                   | Museu Victor Meirelles                                    |                |
|        | Le Radeau de la Meduse (O Naufrágio da Medusa)                       | 1858           | tinta a óleo papel            | Museu Victor Meirelles                                    |                |
|        | Magé (estudo de embarcação)                                          |                |                               | Museu Victor Meirelles                                    |                |
|        | Mulheres suliotas                                                    | 1857           | tinta a óleo tela             | Museu Victor Meirelles                                    |                |
|        | Niterói (estudo de proa de embarcação)                               |                |                               | Museu Victor Meirelles                                    |                |
|        | Vapor Amazonas (estudo de proa de embarcação)                        |                |                               | Museu Victor Meirelles                                    |                |
|        | Vista de Ronciglione                                                 | 1855           | lápis papel                   | Museu Victor Meirelles                                    |                |
|        | Vista parcial da cidade de Nossa Senhora do Desterro (atual Q132997) | 1849           | aquarela papel                | Museu Victor Meirelles                                    |                |
|        | Estudo de embarcação 02                                              |                |                               | Museu Victor Meirelles                                    |                |
|        | Estudo de embarcação 03                                              |                |                               | Museu Victor Meirelles                                    |                |
|        | Estudo de Panejamento 02                                             | 1856           | lápis papel                   | Museu Victor Meirelles                                    |                |
|        | Estudo de Panejamento 03                                             | 1856           |                               | Museu Victor Meirelles                                    |                |
|        | Estudo de Panejamento 07                                             | 1856           | tinta a óleo papel            | Museu Victor Meirelles                                    |                |
|        | Estudo de Panejamento 08                                             | 1856           | aquarela papel                | Museu Victor Meirelles                                    |                |
|        | Estudo de Panejamento 09                                             | 1856           | tinta a óleo papel            | Museu Victor Meirelles                                    |                |
|        | Estudo de Panejamento 10                                             | 1856           | aquarela                      | Museu Victor Meirelles                                    |                |
|        | Estudo de Panejamento 11                                             | 1856           | aquarela papel                | Museu Victor Meirelles                                    |                |
|        | Estudo de Panejamento 12                                             | 1856           | aquarela papel                | Museu Victor Meirelles                                    |                |
|        | Estudo de Panejamento 13                                             | 1856           | tinta a óleo papel            | Museu Victor Meirelles                                    |                |
|        | Estudo de Panejamento 14                                             | 1856           | aquarela papel                | Museu Victor Meirelles                                    |                |
|        | Estudo de Panejamento 15                                             | 1856           | aquarela papel                | Museu Victor Meirelles                                    |                |
|        | Estudo de Panejamento 16                                             | 1856           | aquarela papel                | Museu Victor Meirelles                                    |                |
|        | Estudo de Panejamento 17                                             | 1856           | papel aquarela                | Museu Victor Meirelles                                    |                |
|        | Estudo de Panejamento 18                                             | 1856           | aquarela papel                | Museu Victor Meirelles                                    |                |
|        | Estudo de Panejamento 19                                             | 1856           | aquarela papel                | Museu Victor Meirelles                                    |                |
|        | Estudo de Panejamento 20                                             | 1856           | tinta a óleo papel            | Museu Victor Meirelles                                    |                |
|        | Estudo de Panejamento 21                                             | 1856           | aquarela papel                | Museu Victor Meirelles                                    |                |
|        | Estudo de Panejamento 22                                             | 1856           | aquarela papel                | Museu Victor Meirelles                                    |                |
|        | Estudo de Panejamento 23                                             | 1856           | aquarela papel                | Museu Victor Meirelles                                    |                |
|        | Estudo de Panejamento 24                                             | 1856           | tinta a óleo madeira          | Museu Victor Meirelles                                    |                |
|        | Estudo de Panejamento 25                                             | 1856           | aquarela papel                | Museu Victor Meirelles                                    |                |
|        | Estudo para "Batalha dos Guararapes" 02                              | 1879           | lápis papel                   | Museu Victor Meirelles                                    |                |
|        | Estudo para "Batalha dos Guararapes" 03                              | 1876           | lápis papel                   | Museu Victor Meirelles                                    |                |
|        | Estudo para "Batalha dos Guararapes" 04                              | 1876           | lápis de cera papel           | Museu Victor Meirelles                                    |                |
|        | Estudo para "Batalha dos Guararapes" 05                              | 1876           | lápis papel                   | Museu Victor Meirelles                                    |                |
|        | Estudo para "Passagem do Humaitá" 08                                 |                |                               | Museu Victor Meirelles                                    |                |
|        | Estudo para retrato 11                                               |                | lápis papel                   | Museu Victor Meirelles                                    |                |
|        | Sem título 05                                                        | 1852           | lápis de cera papel           | Museu Victor Meirelles                                    |                |
|        | Sem título 08                                                        | 1856           |                               | Museu Victor Meirelles                                    |                |
|        | Estudo para retrato                                                  |                | lápis papel                   | Museu Victor Meirelles                                    |                |
|        | Estudo para "Primeira Missa no Brasil"                               | século XIX     | tinta a óleo papel            | Museu Victor Meirelles                                    |                |
|        | Cabeça de velho                                                      | 1865           | tinta a óleo madeira          | Museu Victor Meirelles                                    |                |
|        | Estudo para "Combate Naval do Riachuelo"                             | 1871           | lápis papel                   | Museu Victor Meirelles                                    |                |
|        | Estudo de traje italiano                                             | 1854           | aquarela papel                | Museu Victor Meirelles                                    |                |
|        | Estudo para "Batalha dos Guararapes"                                 | década de 1870 | tinta a óleo tela             | Museu Victor Meirelles                                    |                |
|        | Moema                                                                | 1866           | tinta a óleo tela             | Museu de Arte de São Paulo                                |                |
|        | O Dr. José Maria Chaves                                              | 1873           | tinta a óleo Lona             | Museu de Arte de São Paulo                                |                |
|        | Dom Pedro II                                                         | 1864           | tinta a óleo tela             | Museu de Arte de São Paulo                                |                |
|        | Dona Tereza Cristina                                                 | 1864           | tinta a óleo tela             | Museu de Arte de São Paulo                                |                |
|        | Passagem de Humaitá                                                  | 1886           | guache                        | Pinacoteca de São Paulo                                   |                |